# Галенар, Юрай
Ю́рай Га́ленар (словац. Juraj Halenár; 28 июня 1983, Трнава — 30 июня 2018) — словацкий футболист, полузащитник.

## Клубная карьера
Занимался футболом в клубе «Локомотива» из родного города Трнава, из которого в 18 лет перешёл в братиславский «Интер». Первый гол в чемпионате за клуб забил 4 мая 2002 года в матче с «Татраном» (3:0).
Он произвёл впечатление в сезоне 2004/05, в котором забил 12 голов за клуб в чемпионате, став лучшим бомбардиром команды. После первой игры нового сезона, в которой он забил два гола против «Ружомберока», Галенар перешёл в «Артмедию» за 20 миллионов словацких крон.
Он дебютировал в новом клубе 23 июля 2005 года в игре против «Нитры» (1:0), а уже 27 июля 2005 года отличился хет-триком в легендарном матче 2-го квалификационного раунда Лиги чемпионов УЕФА против «Селтика» (5:0). Во второй игре братиславцы проиграли со счётом 0:4 и прошли в третий раунд. Там, пройдя в серии пенальти «Партизан» из Белграда, «Артмедия» впервые в своей истории вышла в групповой этап.
В сезоне 2007/08 Галенар забил 16 голов в 24 турах чемпионата, заняв второе место в гонке бомбардиров, забивая в том числе семь туров подряд, между восьмым и четырнадцатым, и помог команде выиграть «золотой дубль».
В сентябре 2008 года перешел в братиславский «Словану». 20 сентября дебютировал в составе команды, сыграв против «Татрана» (4:1), в котором забил дубль. 4 апреля 2009 года забил свой первый хет-трик в матчах чемпионата в игре против «Дуклы» из Банской Быстрицы (5:0). Юрай завершил свой первый сезон в «Словане» 9 голами в 23 играх чемпионата, помог команде стать чемпионом. Он также выиграл Суперкубок Словакии в 2009 году, победив «Кошице» со счетом 2:0.
9 ноября 2011 года в матче против «Дуклы» (3:2) забил 100-й гол в чемпионате Словакии, став лишь вторым игроком после достигшего этой цифры Роберта Семеника.
Он завершил сезон 2010/11, выиграв со «Слованом» титул чемпиона и Кубок Словакии. В сезоне 2012/13 снова сумел выиграть «золотой дубль», а в сезоне 2013/14 защитил титул чемпиона. 5 июля 2014 года, победив «Кошице» со счётом 1:0 в Суперкубке Словакии, Юрай получил свой последний трофей со «Слованом».
10 августа 2014 года в матче против «Кошице» Галенар забил свои 121 и 122 гола в чемпионате Словакии, и таким образом побил рекорд по количеству забитых мячей в чемпионате Словакии, который принадлежал Роберту Семенику, который имел 120 голов в своем активе.
В январе 2015 года Галенар покинул «Слован» и перешел в венгерский клуб «Ньиредьгаз», подписав контракт до конца июня 2016 года. Дебютировал в чемпионате Венгрии 28 февраля 2015 года в матче с «Гонведом» (2:0) и всего за весеннюю часть сезона 2014/15 13 игр, но забил всего 1 гол.
В результате в июле 2015 года Юрай перебрался в чешский клуб «Сигма». Дебютировал в чемпионате Чехии 25 июля 2015 года в первом туре чемпионата в матче против «Теплице» (2:2). Первый гол забил 31 октября 2015 года в двенадцатом туре против «Млада-Болеслав» ударом с 25 метров, впрочем его команда проиграла со счётом 1:2. В декабре 2015 года руководство клуба договорилось с нападающим о досрочном расторжении контракта. Всего он сыграл 10 матчей чемпионата и забил один гол.
В феврале 2016 года Галенар усилил словацкий клуб второй лиги «Искра» (Борчице). За «Искру» Юрай провел всего пять матчей, а после того как он не забил пенальти в матче против клуба «Дунайска Лужна», который «Искра» проиграла со счётом 0:1, владелец клуба Антон Фабуш обвинил его в продаже матча, из-за чего нападающий вскоре покинул клуб.
В июне 2016 года Галенар прошёл просмотр в польском клубе «Рух» (Хожув), во время которого он сыграл в матче с «Ракувом» (1:0), но в конце концов не стал игроком клуба и в августе 2016 года вернулся в «Петржалку», которая из-за финансовых проблем играла в четвертом дивизионе. В начале 2017 года покинул клуб.
В марте 2017 года отправился в Австрию, где стал выступать за любительский клуб «Гафленц» из региональной австрийской Ландеслиги Нижней Австрии, где и играл вплоть до своей смерти.

## Карьера в сборной
Выступал за юношеские сборные Словакии. С командой до 19 лет стал бронзовым призёром юношеского чемпионата Европы 2002 года в Норвегии, забив гол с пенальти в групповом этапе против Чехии (5:2). Благодаря этому, Словакия вышла на молодёжный чемпионат мира 2003 года в Объединенных Арабских Эмиратах, в котором команда проиграла в 1/8 финала Бразилии (1:2) после дополнительного времени, а Галенар сыграл во всех четырех играх и забил гол в игре с ОАЭ. (4:1).
17 ноября 2007 года Галенар дебютировал в составе национальной сборной в отборочном матче на чемпионат Европы 2008 против Чехии (1:3). Затем сыграл ещё за сборную против Сан-Марино и Венгрии, проведя в общей сложности 3 игры за национальную команду.

## Смерть
Галенар пропал без вести в четверг, 28 июня 2018 года. Его тело нашли в субботу, 30 июня, в лесопарке Вракун в Братиславе. По информации СМИ, он покончил жизнь самоубийством.